# Placówka Straży Celnej „Kuty”

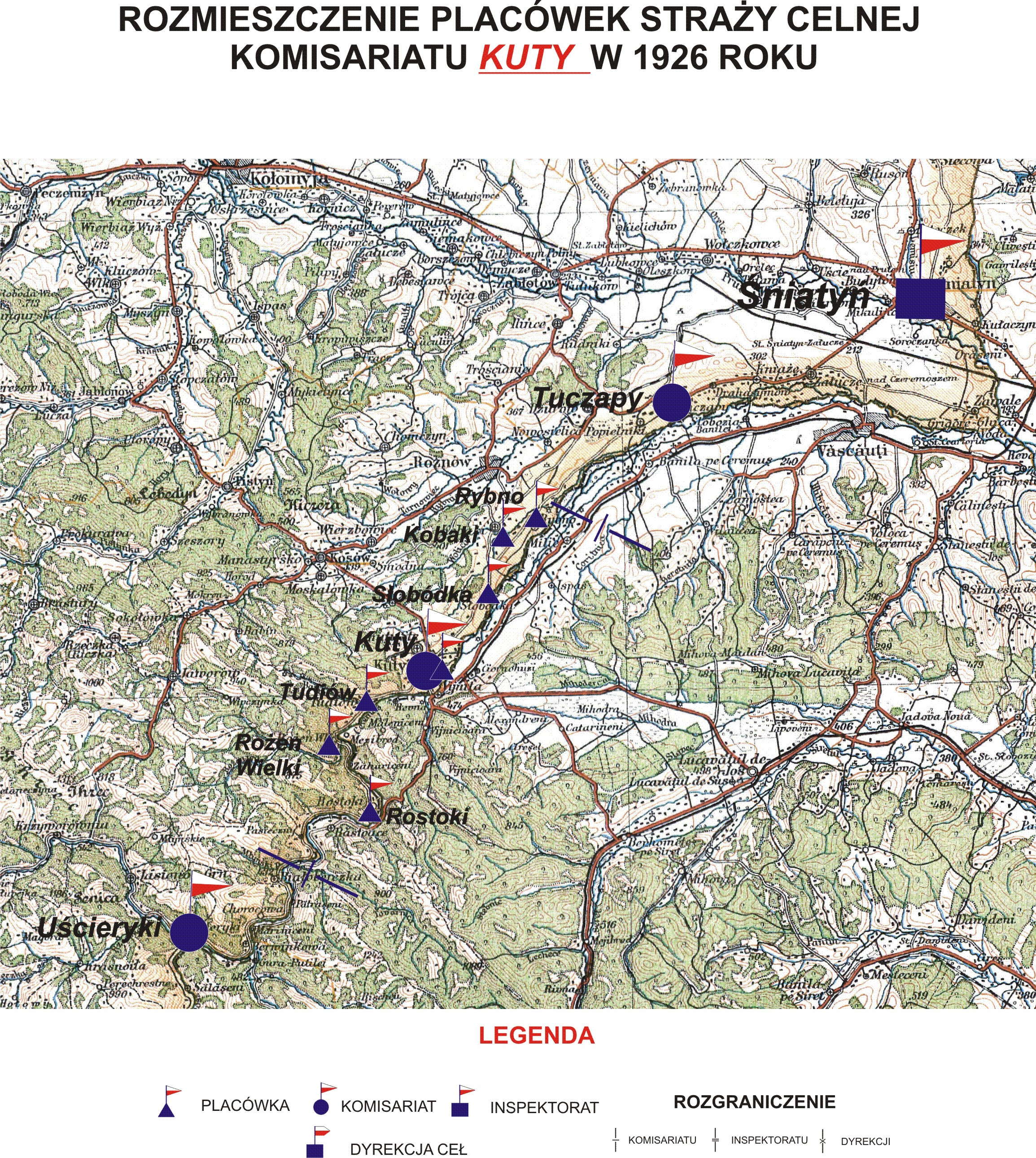
Rozmieszczenie placówek komisariatu SC Kuty w 1926 r.

Placówka Straży Celnej „Kuty” – jednostka organizacyjna Straży Celnej pełniąca w okresie międzywojennym służbę ochronną na granicy polsko-rumuńskiej.

## Formowanie i zmiany organizacyjne
Na wniosek Ministerstwa Skarbu, uchwałą z 10 marca 1920 roku, powołano do życia Straż Celną. Jednostki Straży Celnej rozpoczęły przejmowanie odcinków granicy od pododdziałów Batalionów Celnych. W 1921 roku w Kutach stacjonował sztab 3 kompanii 11 batalionu celnego. Kompania wystawiała między innymi placówkę w Kutach. Proces tworzenia Straży Celnej trwał do końca 1922 roku. Placówka Straży Celnej „Kuty” weszła w podporządkowanie komisariatu Straży Celnej „Kuty” z Inspektoratu SC „Śniatyn”.
W drugiej połowie 1927 roku przystąpiono do gruntownej reorganizacji Straży Celnej. W praktyce skutkowało to rozwiązaniem tej formacji granicznej. Ochronę północnej, zachodniej i południowej granicy państwa przejęła powołana z dniem 2 kwietnia 1928 roku Straż Graniczna.
Rozkazem nr 5 z 16 maja 1928 roku w sprawie organizacji Małopolskiego Inspektoratu Okręgowego dowódca Straży Granicznej gen. bryg. Stefan Pasławski powołał komisariat Straży Granicznej „Kosów”. Placówka Straży Granicznej I linii „Kuty” znalazła się w jego strukturze.

## Funkcjonariusze placówki
Kierownicy placówki
| stopień    | imię i nazwisko, numer | okres pełnienia służby |
| ---------- | ---------------------- | ---------------------- |
| przodownik | Kazimierz Dębski (103) | był w 1926             |

Obsada personalna placówki w 1926:
- przodownik Kazimierz Dębski (103)
- starszy strażnik Stanisław Sabina (77)
- starszy strażnik Antoni Łazarewicz (271)
- starszy strażnik Franciszek Staszkiewicz (306)
- strażnik Paweł Gutówski (583)
- strażnik Franciszek Janiszewski (545)
- strażnik Franciszek Nowak (625)
- strażnik Franciszek Zandecki (634)
- strażnik Antoni Łuczak (883)
- strażnik Stanisław Janiszewski (877)
- strażnik Wacław Kapela (1503)
- strażnik Jan Niemczyk (1593)
- strażnik Zygmunt Rogulski (1976)
- strażnik Franciszek Seniuk (1977)
- strażnik Gustaw Kwiatkowski (2066)
- strażnik Władysław Żbikowski (2078)
- strażnik Wiktor Słotwiński (2171)
- strażnik Bazyli Słabicki (2172)